# 월광 (드라마)
《월광》은 1986년 6월 15일에 MBC TV에서 방영되었던 베스트셀러극장이다.

## 줄거리
한국전쟁 때 빨치산이 되어 집을 나간 아들(박은수) 때문에 박 노인(김인문)의 집안은 풍비박산이 났다. 박 노인은 며느리(김해숙)와 어린 손자를 데리고 산속으로 들어가 밭을 일구고 약초를 캐면서 숨어 살고 있다. 박 노인은 가끔 장터를 방문하는 것을 제외하면 사람들과의 접촉을 피한다. 어느 날 박 노인은 아들을 기다리는 며느리를 안쓰러워 해서 자기 대신 마을 장터에 다녀오게 하는데...

## 출연
- 김인문
- 박은수
- 김해숙
- 심양홍
- 조현철
- 추석양
- 김기일
- 김영옥
- 신국
- 박윤배
- 김지원
- 문용민
- 전희룡
- 문창근